# Alejandro Carrión
Alejandro Carrión (* 21. Dezember 2003 in Ajalvir) ist ein spanischer Motorradrennfahrer.

## Statistik

### In der Supersport-300-Weltmeisterschaft
| Saison | Team                            | Motorrad           | Rennen | Siege | Zweiter | Dritter | Poles | Schn. Runden | Punkte | Ergebnis |
| ------ | ------------------------------- | ------------------ | ------ | ----- | ------- | ------- | ----- | ------------ | ------ | -------- |
| 2019   | DEZA – BOX 77 Racing            | Kawasaki Ninja 400 | 2      | –     | –       | –       | –     | –            | 0      | 53.      |
| 2020   | ACCR Smrž Racing by Blue Garage | Kawasaki Ninja 400 | 12     | –     | –       | –       | –     | –            | 7      | 32.      |
| 2021   | Kawasaki GP Project             | Kawasaki Ninja 400 | 12     | –     | 1       | 1       | –     | –            | 54     | 14.      |
| Gesamt | Gesamt                          | Gesamt             | 26     | 0     | 1       | 1       | 0     | 0            | 61     |          |